# Yenyening Lakes
Yenyening Lakes är en sjö i Australien. Den ligger i delstaten Western Australia, omkring 130 kilometer öster om delstatshuvudstaden Perth. Yenyening Lakes ligger 211 meter över havet. Arean är 3,5 kvadratkilometer. Den sträcker sig 1,7 kilometer i nord-sydlig riktning, och 5,7 kilometer i öst-västlig riktning.
Trakten runt Yenyening Lakes består till största delen av jordbruksmark. Trakten runt Yenyening Lakes är nära nog obefolkad, med mindre än två invånare per kvadratkilometer. Genomsnittlig årsnederbörd är 472 millimeter. Den regnigaste månaden är september, med i genomsnitt 75 mm nederbörd, och den torraste är februari, med 12 mm nederbörd.